# 유지방

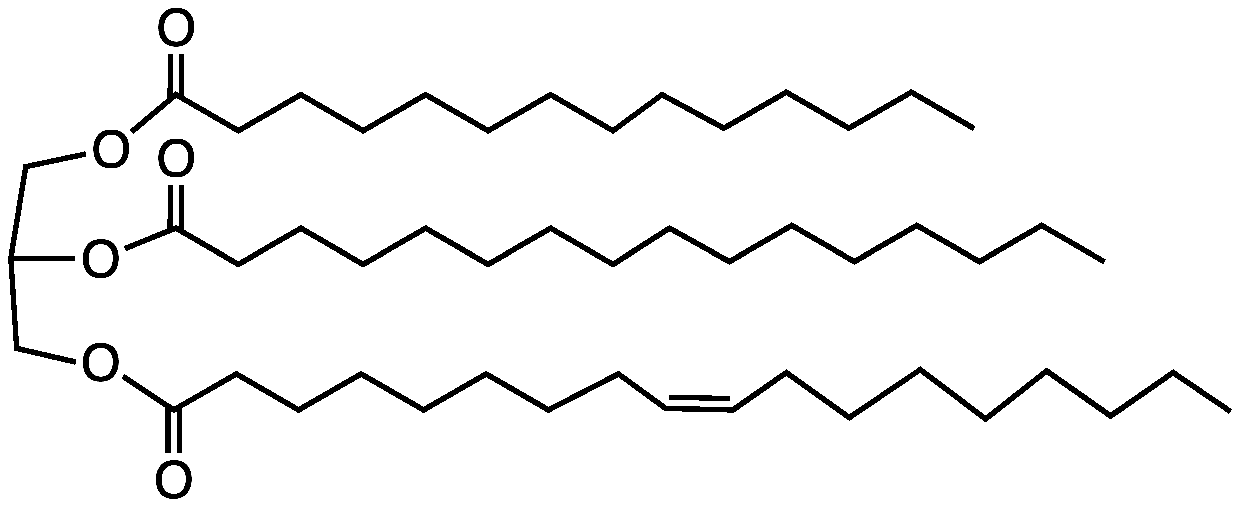
유지방은 미리스트산, 팔미트산, 올레산 따위의 지방산으로부터 나는 트리글리세리드 (지방)이다.

유지방(乳脂肪, butterfat)은 우유의 지방 성분이다. 우유와 크림은 함유된 유지방의 양에 따라 판매되는 경우가 많다.

## 성분
유지방의 지방산은 다음과 같이 구성되어 있다.
- 포화지방산
  - 팔미트산 : 31%
  - 미리스트산 : 12%
  - 스테아르산 : 11%
  - 탄소수 12 이하의 단쇄 지방산 : 11%

- 불포화지방산
  - 올레산 : 24%
  - 팔미톨레산 : 4%
  - 리놀릭산 : 3%
  - 리놀렌산 : 1%

## 같이 보기
- 우락유
- 버터기름

## 참조
1. ↑  National Research Council, 1976, online edition Fat Content and Composition of Animal Products, Printing and Publishing Office, National Academy of Science, Washington, D.C., ISBN 0-309-02440-4; p. 203
2. ↑  The quote values vary by 1-3% according to the source: Rolf Jost "Milk and Dairy Products" Ullmann's Encyclopedia of Industrial Chemistry, Wiley-VCH, Weinheim, 2002. doi:10.1002/14356007.a16_589.pub3